# Carl Rose
Carl Rose (Londres; 25 de noviembre de 1952) es un exfutbolista canadiense nacido en Inglaterra que jugaba como defensa.

## Selección nacional
Representó a Canadá e hizo su debut el 6 de julio de 1975 en la apabullante derrota de 8-1 ante Polonia. Participó en los Juegos Panamericanos de 1975 y Juegos Olímpicos de 1976 jugando con la selección amateur canadiense.

### Participaciones en Juegos Olímpicos
| Torneo                   | Sede     | Resultado    |
| ------------------------ | -------- | ------------ |
| Juegos Olímpicos de 1976 | Montreal | Primera fase |

## Clubes
| Club               | País           | Año       |
| ------------------ | -------------- | --------- |
| Toronto Emerald    | Canadá         | 1975-1978 |
| New York Arrows    | Estados Unidos | 1978-1979 |
| St. Louis Steamers | Estados Unidos | 1979-1986 |

## Palmarés

### Títulos nacionales
| Título                     | Equipo          | País           | Año     |
| -------------------------- | --------------- | -------------- | ------- |
| Major Indoor Soccer League | New York Arrows | Estados Unidos | 1978-79 |